# Vila Franca das Naves e Feital
Vila Franca das Naves e Feital (oficialmente: União das Freguesias de Vila Franca das Naves e Feital) é uma freguesia portuguesa do município de Trancoso, com 16,04 km² de área e 876 habitantes (censo de 2021). A sua densidade populacional é 54,6 hab./km².

## História
Foi criada aquando da reorganização administrativa de 2012/2013, resultando da agregação das antigas freguesias de Vila Franca das Naves e Feital.

## Demografia
A população registada nos censos foi:
| Distribuição da População por Grupos Etários | Distribuição da População por Grupos Etários | Distribuição da População por Grupos Etários | Distribuição da População por Grupos Etários | Distribuição da População por Grupos Etários | Distribuição da População por Grupos Etários |
| -------------------------------------------- | -------------------------------------------- | -------------------------------------------- | -------------------------------------------- | -------------------------------------------- | -------------------------------------------- |
| Antes da agregação                           |                                              |                                              |                                              |                                              |                                              |
| Ano                                          | 0-14 anos                                    | 15-24 anos                                   | 25-64 anos                                   | >= 65 anos                                   | Total                                        |
| 2001                                         | 196                                          | 170                                          | 547                                          | 264                                          | 1177                                         |
| 2011                                         | 124                                          | 125                                          | 516                                          | 265                                          | 1030                                         |
| Após a agregação                             |                                              |                                              |                                              |                                              |                                              |
| Ano                                          | 0-14 anos                                    | 15-24 anos                                   | 25-64 anos                                   | >= 65 anos                                   | Total                                        |
| 2021                                         | 95                                           | 69                                           | 432                                          | 280                                          | 876                                          |